# Oleksiy Torokhtiy
Oleksiy Pavlovych Torokhtiy (en ukrainien : Олексій Павлович Торохтій ; né le 22 mai 1986 à Zouhres) est un haltérophile ukrainien, concourant dans la catégorie des moins de 105 kg. Médaillé d'or aux Jeux olympiques de Londres 2012, il est disqualifié par le CIO sept ans plus tard, le 19 décembre 2019, à la suite de la ré-analyse de ses échantillons qui a « a révélé la présence d'une substance interdite, la déhydrochlorméthyltestostérone »

## Biographie
Lors des Championnats du monde d'haltérophilie 2011, Oleksiy Torokhtiy remporte la médaille de bronze avec 410 kg. Il est devancé par les Russes Khadzhimurat Akkaev et Dmitry Klokov.

### Palmarès
| Date | Compétition           | Lieu     | Résultat | Catégorie | Total  |
| ---- | --------------------- | -------- | -------- | --------- | ------ |
| 2008 | Jeux olympiques       | Pékin    | 11e      | - 105 kg  | 390 kg |
| 2009 | Championnats d'Europe | Bucarest | 2e       | - 105 kg  | 405 kg |
| 2009 | Championnats du monde | Goyang   | 4e       | - 105 kg  | 395 kg |
| 2010 | Championnats d'Europe | Minsk    | 3e       | - 105 kg  | 396 kg |
| 2011 | Championnats du monde | Paris    | 3e       | - 105 kg  | 410 kg |
| 2012 | Jeux olympiques       | Londres  | DQ       | - 105 kg  | 412 kg |